# Прираст на населението
| Прираст на населението в света, по страни през 2016 г. (по численост). |  | Прираст на населението в света през 2011 г., по страни (в проценти). Данни на CIA World Factbook. |
| Прираст на населението в света, по страни през 2016 г. (по численост). |  | Прираст на населението в света през 2011 г., по страни (в проценти). Данни на CIA World Factbook. |

| Оценки и прогнози на прираста на население в периода 1950–2050 г., извършени от Бюрото за преброяване на населението на САЩ |  | Оценки и прогнози на темпа на прираст на числеността на населението през годините. |
| Оценки и прогнози на прираста на население в периода 1950–2050 г., извършени от Бюрото за преброяване на населението на САЩ |  | Оценки и прогнози на темпа на прираст на числеността на населението през годините. |

Прирастът на населението е промяната на числеността на населението за даден период от време. Състои се от сбора на естествения прираст (разликата между раждаемост и смъртност) и механичния прираст (разликата между имиграция и емиграция).